# Yeo Seo-jeong
Yeo Seo-jeong, född 20 februari 2002 i Seoul, är en sydkoreansk gymnast.

## Karriär
Vid olympiska sommarspelen 2020 tog hon brons i hopp. Vid världsmästerskapen i artistisk gymnastik 2023 tog hon återigen brons i hopp.